# 金丝车轮螺
金丝车轮螺（学名：Psilaxis oxytropis），是异腹足目车轮螺科Psilaxis的一种。

## 分佈
本物種分佈於印度洋-太平洋海域，也見於台湾及紐西蘭。常栖息在浅海沙底。